# フレッド・ドレツキ

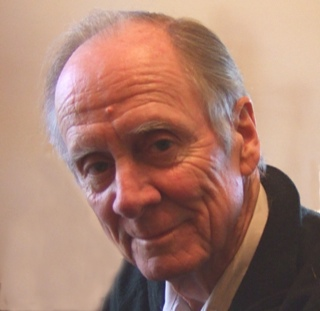
2012年9月4日

フレデリック・アーヴィン・ドレツキ （1932年-2013年7月24日）は、認識論と心の哲学の研究で知られる哲学者。最近の著作では意識体験や自己知について考察している。1994年にジャン・ニコ賞を受賞。ミネソタ大学で博士号習得後、ウィスコンシン大学マディソン校で教育活動を行い、スタンフォード大学に移った。スタンフォードを定年退職後はデューク大学に移り、現在は哲学の上席主任研究官をつとめている。
ドレツキは心について外在主義的な見解を取り、単なる内観によるのでは自分の心について十分に知ることはできないと各所で主張している。 

## 主な著作
- 1969, Seeing and Knowing, Chicago: The University of Chicago Press. ISBN 0-7100-6213-3
- 1981, Knowledge and the Flow of Information, Cambridge, Mass. The MIT Press. ISBN 0-262-04063-8
- 1988, Explaining Behavior: Reasons in a World of Causes, Cambridge, Mass. The MIT Press. ISBN 0-262-04094-8（『行動を説明する』　水本正晴訳　勁草書房）
- 1995, Naturalizing the Mind, Cambridge, Mass.: The MIT Press. ISBN 0-262-04149-9（『心を自然化する』　鈴木貴之訳　勁草書房）
- 2000, Perception, Knowledge and Belief, Cambridge: Cambridge University Press. ISBN 0-521-77742-9